# بلسور سفلی
بلسور سفلی، روستایی است از توابع بخش صفاییه و در شهرستان خوی استان آذربایجان غربی ایران
کل مردم این روستا به زبان کورد هستند و دین آنها اسلام و مذهب سنی اند. 

## جمعیت
این روستا مرکز  دهستان الند است و بر اساس سرشماری سال ۱۳۹۵ جمعیت آن ۱۳۷۰ نفر (۲۵۰ خانوار)
بوده‌است.